# Ingeborg Stadelmann
Ingeborg Stadelmann (* 1956 im Allgäu) ist eine deutsche Hebamme, Fachbuchautorin, Aromatherapeutin, Verlegerin und Referentin.

## Wirken
Stadelmann legte 1976 ihr Hebammenexamen ab und war im Anschluss acht Jahre lang in einer Klinik tätig. Seit Mitte der 1980er Jahre bis 2002 arbeitete sie freiberuflich in der Schwangerenvorsorge, in der Hausgeburtshilfe und in der Wochenbettbetreuung. Sie gründete 1986 ihre eigene Hebammenpraxis „Erdenlicht“ in Kempten und initiierte 1999 die Gründung des angeschlossenen Geburtshauses.
In Zusammenarbeit mit der Bahnhof-Apotheke in Kempten begann sie 1988, Aromamischungen nach eigenen Rezepturen herzustellen und in dieser Apotheke bzw. im Onlineshop vertreiben. 1994 erschien die erste Auflage ihres Buches Die Hebammen-Sprechstunde, das als eines der meistverkauften Ratgeber zu den Themen Schwangerschaft, Geburt und Wochenbett gilt und in mehrere Sprachen übersetzt wurde. Das Buch erscheint im Eigenverlag (Stadelmann Verlag), da es, laut Stadelmann, von anderen Verlagen wegen fehlender Fotos abgelehnt wurde. In ihrem eigenen Verlag, der inzwischen auch Werke anderer Autoren veröffentlicht, publizierte sie zudem weitere Gesundheitsratgeber mit naturheilkundlichem Schwerpunkt.
Ingeborg Stadelmann hält bundesweit Vorträge zu alternativmedizinischen Themen wie natürlicher Geburtshilfe, Kräuterheilkunde, Homöopathie, Akupunktur und Aromatherapie.
Auf wissenschaftlichen Nachweisen beruhende Medizin (Evidenzbasierte Medizin) lehnt sie ab.
Des Weiteren bietet sie Ausbildungen in Aromatherapie und Homöopathie an und leitet Fortbildungen und Fachseminare für Hebammen, Pflegefachkräfte und pharmazeutisch ausgebildetes Personal, beispielsweise beim Deutschen Zentralverein homöopathischer Ärzte. Sie vertreibt selbst auch eigene homöopathische Mixturen und betont, dass sie „nicht ohne Homöopathie sein“ möchte. Seit 2004 ist Stadelmann Mitglied im Vorstand des gemeinnützigen Vereins Forum Essenzia e.V., der sich nach eigenen Angaben für die Förderung, den Schutz und die Verbreitung der Aromatherapie, Aromapflege und Aromakultur einsetzt. Seit 2009 ist sie Präsidentin des Vereins.
Ingeborg Stadelmann ist verheiratet und Mutter dreier Kinder.

## Kritik
Stadelmanns Propagierung alternativmedizinischer Therapien, die keine Wirksamkeit über den Placeboeffekt hinaus entfalten, sowie weitreichende Ablehnung wissenschaftlich unumstrittener Formen der Diagnostik und Therapie wird von Fachleuten kritisiert. Dazu gehören etwa die Ablehnung von Ultraschalluntersuchungen oder Vitamin-D-Gabe – aus Stadelmanns Sicht führe die Gabe von Vitamin D zu späterer Drogenabhängigkeit. Ebenfalls wird ihr vorgeworfen, unkritisch die Hausgeburt zu propagieren, selbst in Fällen, in denen eine eindeutige Gefährdung der Schwangeren besteht. Stadelmann betont jedoch, dass bei einer Hausgeburt keine Risiken vorliegen dürfen.
Für Stadelmann sind Geburtsschmerzen von „unschätzbarem Wert“ (so können diese beim Sterben helfen, wenn bei der Geburt schon mal starke Schmerzen erlebt wurden). Die S3-Leitlinie „Die vaginale Geburt am Termin“ empfiehlt dagegen mehrere Interventionen zur Schmerzlinderung und Entspannung während der Geburt.
Stadelmann widerspricht darüber hinaus den Empfehlungen zur Vermeidung des plötzlichen Kindstods, dieser sei durch den fehlenden Lebenswillen des Kindes verursacht: „Ein Kind, das nicht leben will, wird sich nicht aufhalten lassen – ob mit oder ohne Lammfell.“
Stadelmann sagte, sie lasse sich nicht auf evidenzbasierte Medizin ein, laut eigener Aussage seien jedoch viele ihrer Aussagen mittlerweile durch wissenschaftliche Studien der letzten Jahre untermauert.

## Auszeichnungen
- 1999 Goldener Apfel der Kempt’ner Frauenliste für ihre Verdienste als Hebamme und Initiatorin des Kemptener Geburtshauses[10]
- 2004 Goldene Ehrenbrosche mit Brillant des Bayerischen Hebammenverbands für ihre herausragenden Verdienste[11]

## Publikationen
- Die Hebammen-Sprechstunde, Stadelmann Verlag,  ISBN  978-3-943793-88-8
- Bewährte Aromamischungen, Stadelmann Verlag, ISBN 978-3-980376-01-3
- Homöopathische Haus- und Reiseapotheke, Stadelmann Verlag, ISBN 978-3-943793-80-2
- Aromamischungen für Mutter und Kind, Stadelmann Verlag, ISBN  978-3-943793-93-2
- Ganzheitliche Therapien in Schwangerschaft, Wochenbett und Stillzeit, (mit Dietmar Wolz) Deutscher Apotheker-Verlag, ISBN  978-3-7692-5123-4
- Aromapflege, Stadelmann Verlag, ISBN 978-3-943793-51-2